# Новопетрівська сільська рада (Нижньосірогозький район)
Новопетрі́вська сільська́ ра́да — адміністративно-територіальна одиниця та орган місцевого самоврядування в Нижньосірогозькому районі Херсонської області. Адміністративний центр — село Новопетрівка.

## Загальні відомості
Новопетрівська сільська рада утворена в 1944 році.
- Територія ради: 58,28 км²
- Населення ради: 651 особа (станом на 2001 рік)

## Населені пункти
Сільській раді підпорядковані населені пункти:
- с. Новопетрівка
- с. Косаківка

## Склад ради
Рада складається з 12 депутатів та голови.
- Голова ради: Редько Юрій Володимирович
- Секретар ради: Красовська Інна Анатоліївна

### Керівний склад попередніх скликань
| Прізвище, ім'я, по батькові       | Основні відомості                                    | Дата обрання | Дата звільнення |
| --------------------------------- | ---------------------------------------------------- | ------------ | --------------- |
| Собчак Галина Андріївна           | Сільський голова, 1959 року народження               | 22.08.2006   | 01.02.2008      |
| Ваховський Станіслав Віцентійович | Сільський голова, 1948 року народження               | 01.06.2008   | 28.09.2009      |
| Редько Юрій Володимирович         | Сільський голова, 1973 року народження, безпартійний | 15.05.2011   |                 |

Примітка: таблиця складена за даними сайту Верховної Ради України

### Депутати
За результатами місцевих виборів 2010 року депутатами ради стали:

#### За суб'єктами висування
| Суб'єкт висування               | Кількість обраних депутатів | %    |
| ------------------------------- | --------------------------- | ---- |
| Партія регіонів                 | 7                           | 58,3 |
| Самовисування                   | 4                           | 33,3 |
| Політична партія «Наша Україна» | 1                           | 8,3  |

#### За округами
| № округу                        | Прізвище, ім'я, по батькові         | Дата визнання обраним | Освіта  | Партійна приналежність                | Відомості про обраного депутата                         |
| ------------------------------- | ----------------------------------- | --------------------- | ------- | ------------------------------------- | ------------------------------------------------------- |
| Партія регіонів                 |                                     |                       |         |                                       |                                                         |
| 3                               | Лясковська Наталія Миколаївна       | 04.11.2010            | середня | позапартійна                          | тимчасово не працює                                     |
| 5                               | Зінкін Віктор Володимирович         | 04.11.2010            | середня | позапартійний                         | тимчасово не працює                                     |
| 6                               | Понідзельський Володимир Францович  | 04.11.2010            | середня | позапартійний                         | тимчасово не працює                                     |
| 7                               | Ковальчук Любов Миколаївна          | 04.11.2010            | середня | позапартійна                          | ТОВ «Новопетрівське», обліковець                        |
| 8                               | Кардаш Ірина Вікторівна             | 04.11.2010            | вища    | позапартійна                          | Новопетрівська загальноосвітня школа І-ІІІ ст., вчитель |
| 10                              | Ясінський Олександр Адольфович      | 04.11.2010            | середня | позапартійний                         | приватний підприємець                                   |
| 11                              | Понідзельська Тетяна Олександрівна  | 04.11.2010            | вища    | член Партії регіонів                  | Новопетрівська загальноосвітня школа І-ІІІ ст., вчитель |
| Політична партія «Наша Україна» |                                     |                       |         |                                       |                                                         |
| 2                               | Журавель Наталія Володимирівна      | 04.11.2010            | вища    | член Політичної партії «Наша Україна» | фельдшерсько-акушерський пункт                          |
| Самовисування                   |                                     |                       |         |                                       |                                                         |
| 1                               | Марковська Світлана Анатоліївна     | 04.11.2010            | вища    | позапартійна                          | Новопетрівська сільська рада, в. о. голови              |
| 4                               | Шмигирівська Вікторія Олександрівна | 04.11.2010            | вища    | позапартійна                          | Фермерське господарство «Вікош», директор               |
| 9                               | Лозіцький Олександр Петрович        | 04.11.2010            | вища    | позапартійний                         | ТОВ «Новопетрівське», електрик                          |
| 12                              | Красовська Інна Анатоліївна         | 04.11.2010            | вища    | позапартійна                          | Новопетрівська сільська рада, головний бухгалтер        |

## Населення
Згідно з переписом УРСР 1989 року чисельність наявного населення села становила 694 особи, з яких 319 чоловіків та 375 жінок.
За переписом населення України 2001 року в селі мешкало 635 осіб.

### Мова
Розподіл населення за рідною мовою за даними перепису 2001 року:
| Мова       | Відсоток |
| ---------- | -------- |
| українська | 91,09 %  |
| російська  | 6,76 %   |
| молдовська | 2,15 %   |